# Jack Stephens
Jack Stephens, född 27 januari 1994 i Torpoint, är en engelsk fotbollsspelare som spelar för Southampton.

## Karriär
Den 2 januari 2017 gjorde Stephens sin Premier League-debut för Southampton i en 3–0-förlust mot Everton, där han blev inbytt i den sjätte minuten mot Cédric Soares. Den 1 september 2022 lånades Stephens ut till Bournemouth på ett säsongslån.